# Marlene Crüsemann
Marlene Crüsemann (* 7. November 1953 in Hiddingen, Visselhövede) ist eine deutsche Neutestamentlerin.
Sie wurde bekannt durch zahlreiche Publikationen und Vorträge zur Exegese und Sozialgeschichte des Neuen Testaments und zum christlich-jüdischen Dialog sowie als eine der Herausgeberinnen der Bibel in gerechter Sprache.

## Leben
Marlene Crüsemann wurde als Marlene Cohrs am 7. November 1953 in Hiddingen, einem Ortsteil der Gemeinde Visselhövede, in Niedersachsen geboren.  Nach dem Abitur am Ratsgymnasium in Rotenburg (Wümme) studierte sie von 1973 bis 1979 Evangelische Theologie und Germanistik an der Georg-August-Universität Göttingen und der Ruprecht-Karls-Universität Heidelberg. 
Nach dem Ersten Theologischen Examen bei der Evangelischen Landeskirche in Baden und dem Lehrvikariat in einer Gemeinde in Karlsruhe folgte 1981 das Zweite Theologische Examen. 1999 wurde Marlene Crüsemann an der Universität Kassel promoviert mit der neutestamentlichen Arbeit Die Briefe nach Thessaloniki und das gerechte Gericht Gottes. Studien zu ihrer Abfassung und zur jüdisch-christlichen Sozialgeschichte. Seit 1995 wirkt Marlene Crüsemann an den Deutschen Evangelischen Kirchentagen mit Bibelarbeiten und Vorträgen mit. Sie ist Mitglied der Gruppe der Exegetinnen und Exegeten des Deutschen Evangelischen Kirchentages sowie der Arbeitsgemeinschaft Juden und Christen. Ferner ist sie Mitherausgeberin und -übersetzerin der Bibel in gerechter Sprache und Mitglied der Europäischen Gesellschaft für die Theologische Forschung von Frauen (ESWTR).
Ihre Veröffentlichungen spiegeln ebenfalls ihre Forschungsschwerpunkte: Neues Testament, feministische Bibelauslegung und christlich-jüdischer Dialog. Besonders wichtig sind Marlene Crüsemann Entdeckungen an den Texten des Neuen Testaments, welche auf die bleibenden jüdischen Wurzeln der christlichen Traditionen hinweisen. Dabei dient die sozialgeschichtliche Exegese gleichzeitig der Erforschung der Lebenswelt und Verkündigung von Frauen in frühchristlicher Zeit. Durch ihre Vortragstätigkeit wird deutlich, dass die Vermittlung dieser wissenschaftlichen Erkenntnisse im Gottesdienst, in Gemeinden, Frauengruppen und der Erwachsenenbildung Marlene Crüsemann ein besonderes Anliegen ist.
Marlene Crüsemann ist seit 1982 verheiratet mit dem Alttestamentler Frank Crüsemann und hat einen Sohn.

## Werke (Auswahl)
- Marlene Crüsemann und Willy Schottroff (Hg.): Schuld und Schulden. Biblische Traditionen in gegenwärtigen Konflikten, München 1992.
- Marlene Crüsemann: Die Briefe nach Thessaloniki und das gerechte Gericht. Studien zu ihrer Abfassung und zur jüdisch-christlichen Sozialgeschichte, Kassel 1999.
- Marlene Crüsemann: Artikel AT/Hebräische Bibel/Erstes Testament/NT/Zweites Testament, Gottesname: Jahwe/JHWH, Spätjudentum/Frühjudentum, Tora, in: Antijudaismus im Neuen Testament? Grundlagen für die Arbeit mit biblischen Texten, hg. v. Dagmar Henze, Claudia Janssen, Stefanie Müller, Beate Wehn, Gütersloh 1997.
- Ulrike Bail, Frank Crüsemann, Marlene Crüsemann, Erhard Domay, Jürgen Ebach, Claudia Janssen, Hanne Köhler, Helga Kuhlmann, Martin Leutzsch, Luise Schottroff (Hg.): Bibel in gerechter Sprache, Gütersloh 2006, 3. Aufl. 2007.